# Joseba Andoni Etxeberria Lizardi
Joseba Andoni Etxeberria Lizardi (Elgoibar, 5 de setembre de 1977) és un exfutbolista basc, que va jugar a l'Athletic Club de Bilbao. Posteriorment, fa d'entrenador de futbol.
Va ser 53 vegades internacional amb la selecció espanyola i hi va marcar 12 gols. Pel que fa a clubs, formà part de la Reial Societat i l'Athletic Club de Bilbao.